# Cheruthazham
Cheruthazham es una ciudad censal situada en el distrito de Kannur en el estado de Kerala (India). Su población es de 29348 habitantes (2011). Se encuentra a 29 km de Kannur y a 121 km de Kozhikode.

## Demografía
Según el censo de 2011 la población de Cheruthazham era de 29348 habitantes, de los cuales 13571 eran hombres y 15777 eran mujeres. Cheruthazham tiene una tasa media de alfabetización del 94,98%, superior a la media estatal del 94%: la alfabetización masculina es del 97,71%, y la alfabetización femenina del 92,67%.